# Stanislava Coufalová
Stanislava Coufalová (* 27. September 1963 in Prag) ist eine tschechische
Filmschauspielerin.
Sie spielte neben tschechischen TV-Serien und Fernsehfilmen auch in der deutschsprachigen Fernsehserie Ein Stück Himmel.

## Filmografie
- 1977: Jakub
- 1977: Unsere Geister sollen leben! (Ať žijí duchové!)
- 1978: Pan Tau – Alarm in den Wolken (Poplach v oblacích)
- 1980: Julek
- 1981: Unser Torwart spielt Klavier (Sonáta pro zrzku)
- 1982: Franzi, oh Franzi! (Fandy, ó Fandy)
- 1982: Ein Stück Himmel (Fernsehserie)
- 1983: Fauns allzuspäter Nachmittag (Faunovo velmi pozdní odpoledne)